# Hills & Saunders

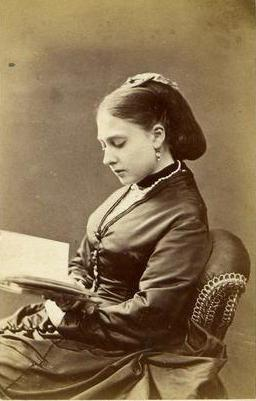
Princezna Beatrix Sasko-Koburská

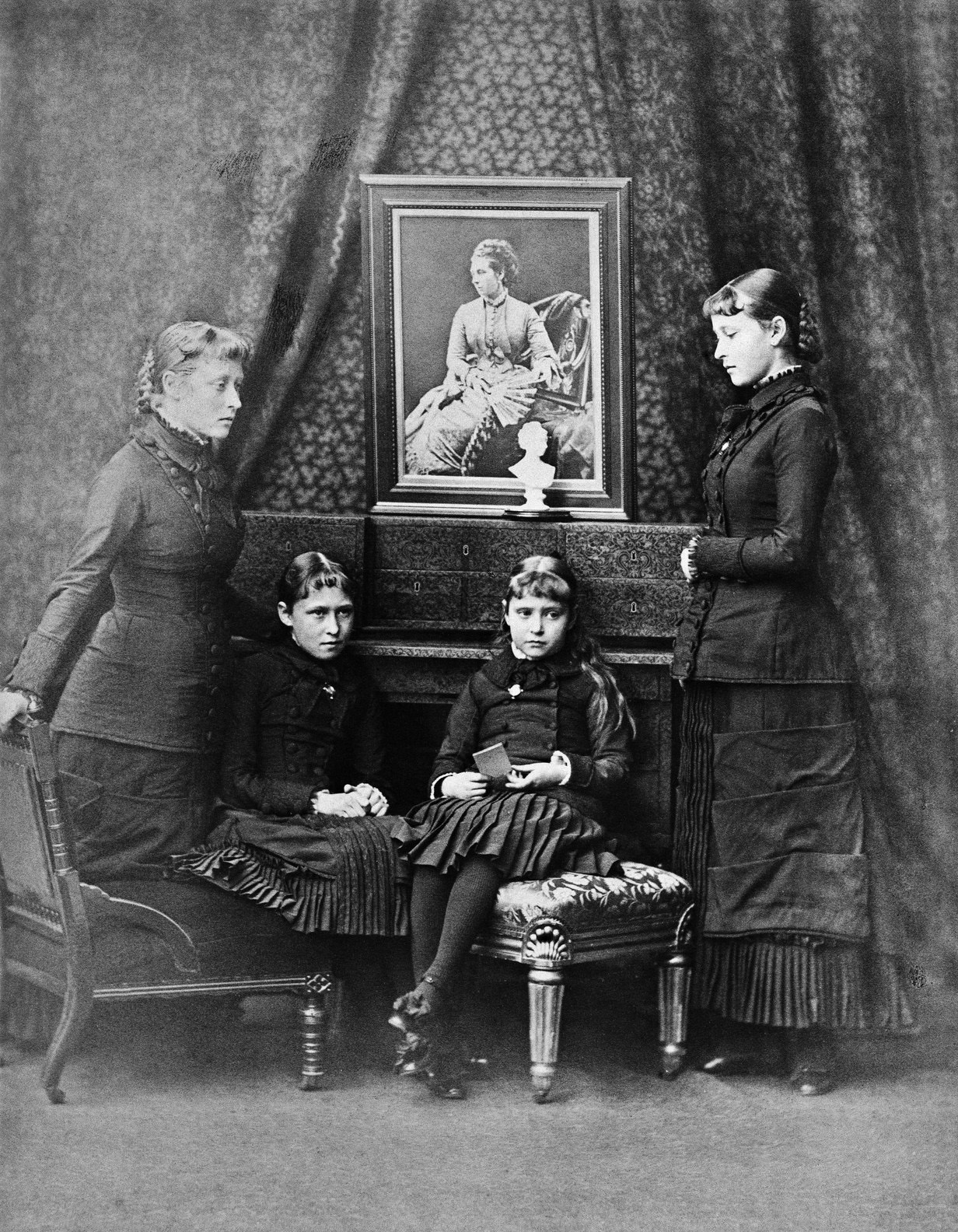
Princezny Viktorie, Alžběta, Irena a Alix Hesenské truchlí po smrti své matky, únor 1879

Hills & Saunders byla jednou z předních viktoriánských fotografických společností ve Spojeném království.

## Historie
Společnost začala partnerstvím mezi Robertem Hillsem a Johnem Henrym Saundersem. To byli fotografové s různými ateliéry v: Londýně, Harrow & Eton & Rugby, Oxford & Cambridge, Aldershot & Sandhurst. Byli to úspěšní dvorní fotografové královské rodiny, portrétovali například princeznu Beatrix Sasko-Koburskou, princezny Viktorii, Alžbětu, Irenu a Alix Hesenské. Mnoho snímků je v archivu umělecké sbírky královské rodiny Royal Collection.) Nakonec však podnik úspěšný nebyl, řada poboček skončila nebo zbankrotovala a do 20. století pokračovaly pouze dvě hlavní větve (Harrow & Eton).

Londýnská studia

1868–1869 – Porchester Terrace 48, Bayswater, Kensington

1868–1886 – Porchester Terrace 36, Bayswater, Kensington

1893–1895 – Sloane Street 47, Chelsea

Negativy / záznamy byly zničeny

Studia již neexistují
Harrow Studio

1861 – první zmínka v záznamech

1865 – první reklama

Uzavřeno v 80. letech 20. století

Negativy / záznamy doposud existují – drží je Harrow Photos and Hills and Saunders
Eton Studio

1864–1894

dodnes stále pokračuje – Hills & Saunders vlastní Richard Shymansky ABIPP, AMPA a nachází se poblíž Dorney Reach, Maidenhead, avšak je to stále Studio Eton.

Negativy a část záznamů byly pravděpodobně zničeny
Rugby Studio

Období neznámé – listed on CDV as a studio

Negativy / záznamy byly pravděpodobně zničeny

Studio již neexistuje
Oxford Studio

1856–1935

Studio v roce 1931 převzal Gillman & Soame v Oxfordu

Negativy / záznamy byly pravděpodobně zničeny

Studio již neexistuje pod svým původním názvem
Cambridge Studio

Období neznámé, ale zbankrotovalo v roce 1892

Negativy / záznamy byly pravděpodobně zničeny

Studio již neexistuje
Aldershot Studio

1865–1879

Negativy / záznamy byly pravděpodobně zničeny

Studio již neexistuje
Sandhurst Studio

Období neznámé

Negativy / záznamy byly pravděpodobně zničeny

Studio již neexistuje

## Galerie

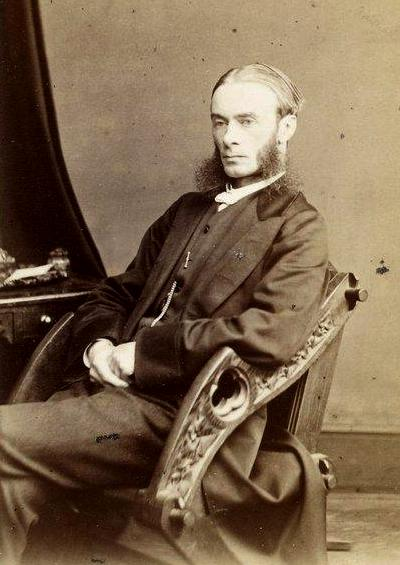
Henry Fanshawe Tozer
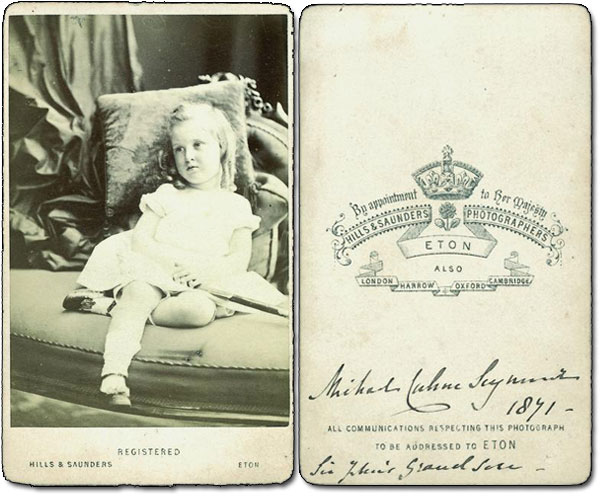
Chlapec ve viktoriánském oblečení, vpravo revers snímku, 1871
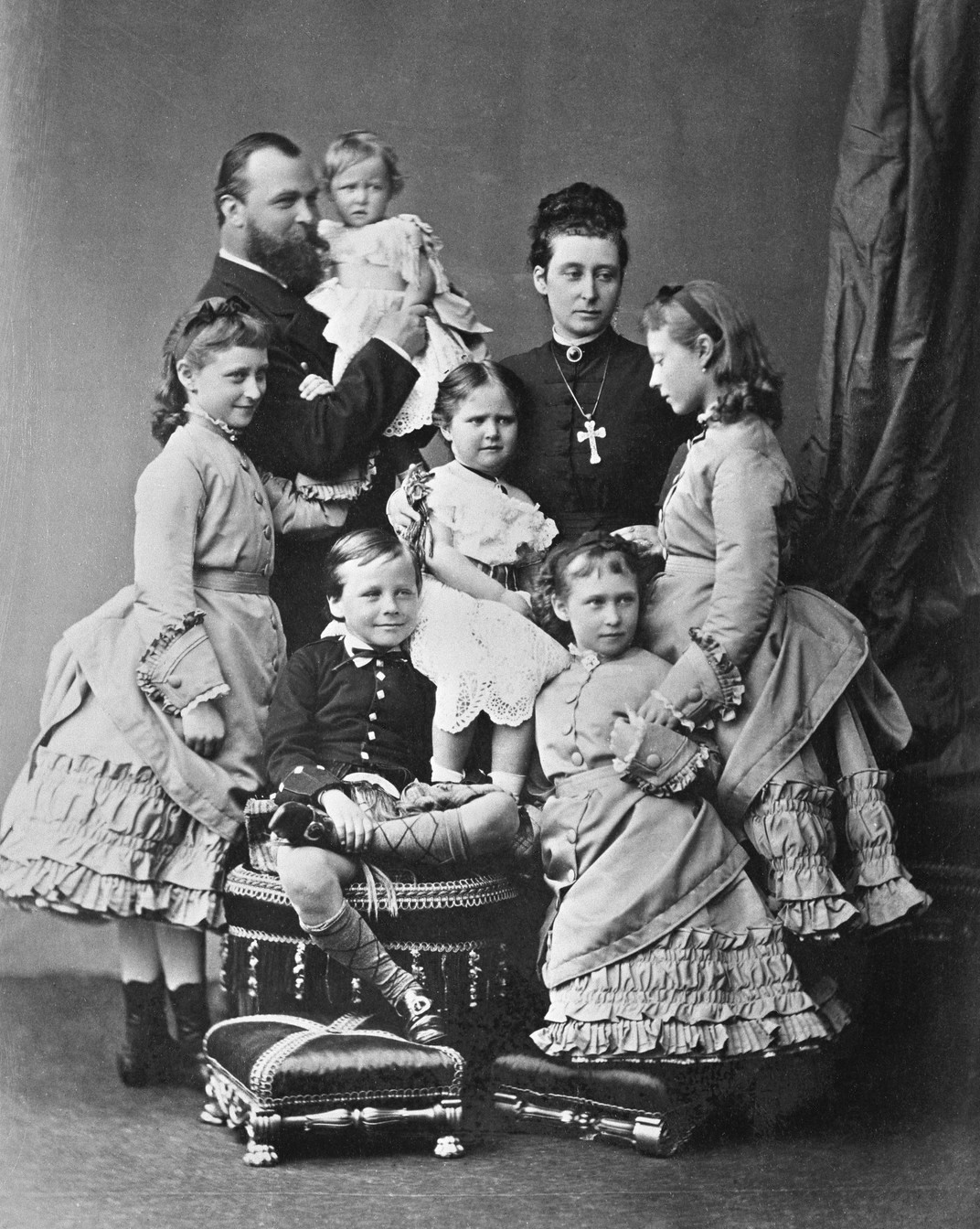
Hesenská velkovévodská rodina
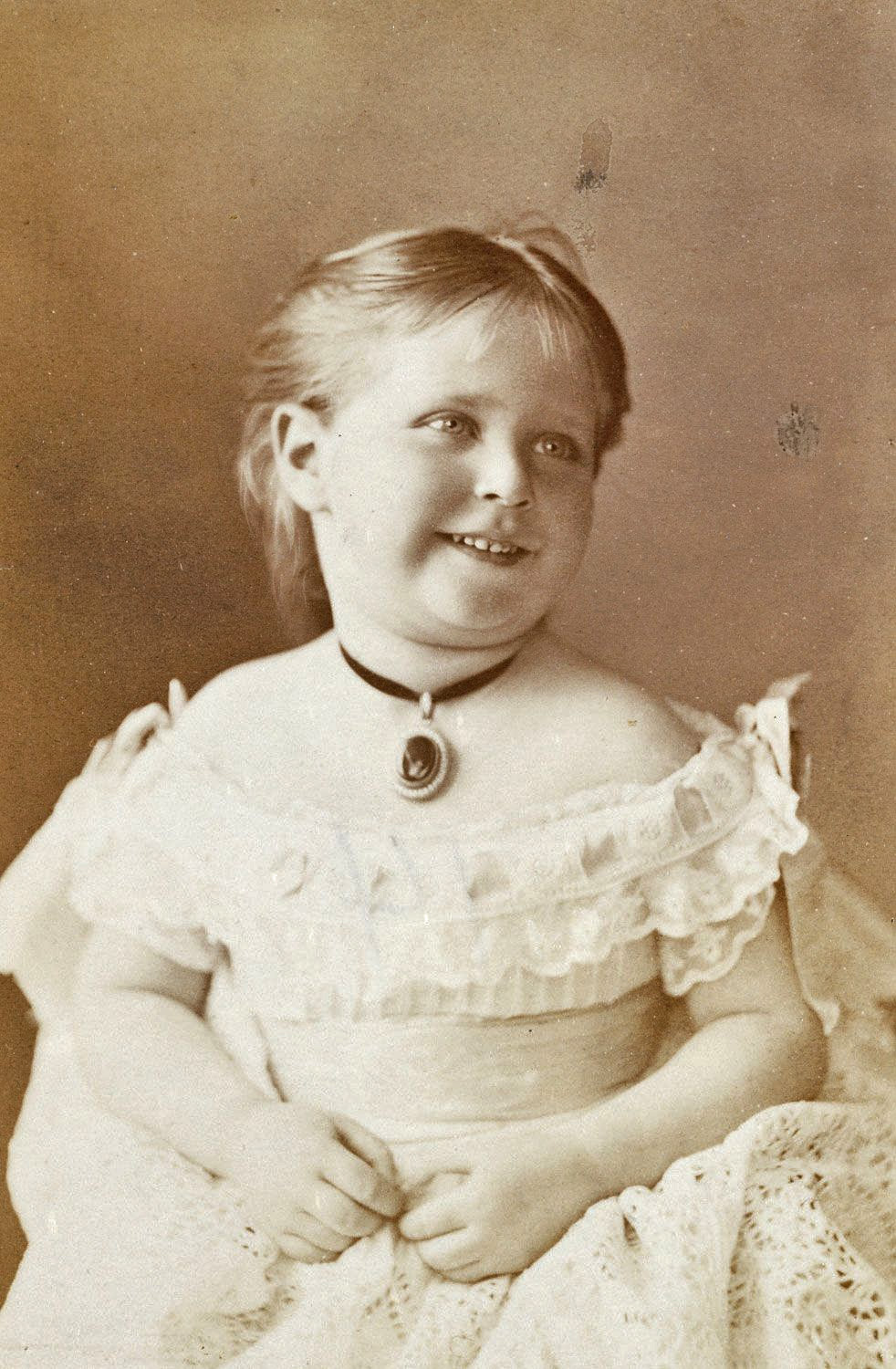
Alix
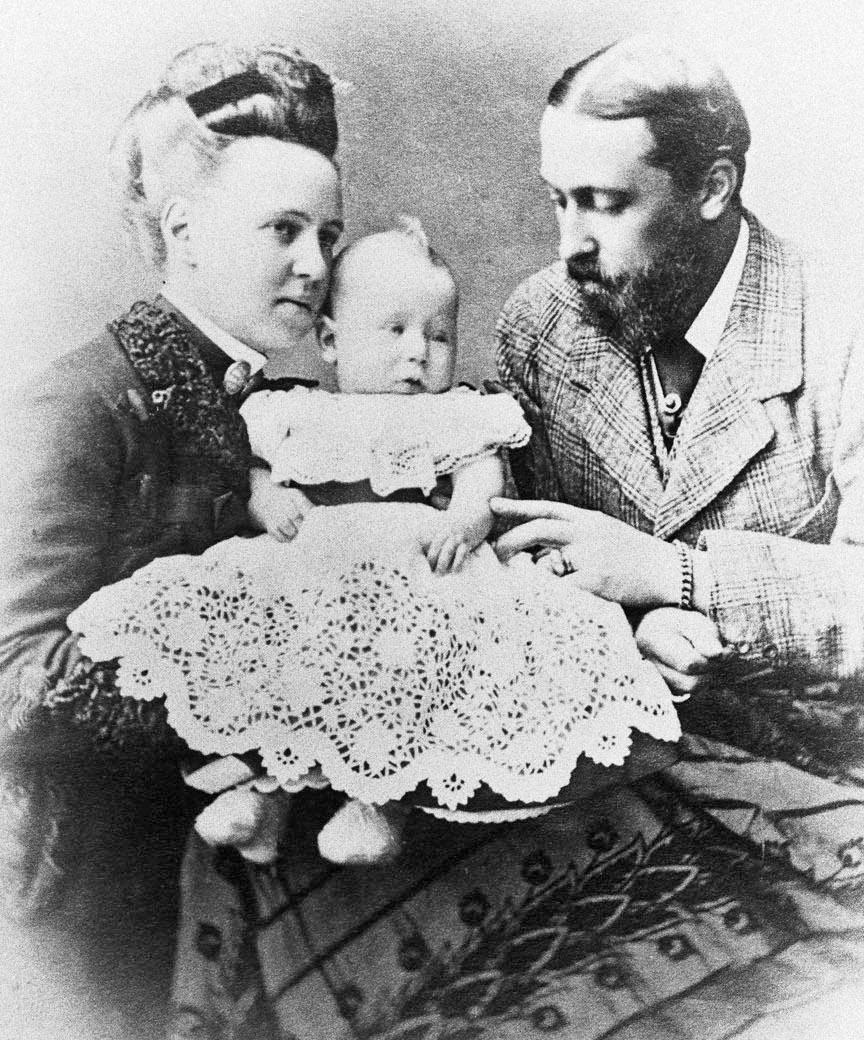
Marie Alexandrovna s Alfredem a synem
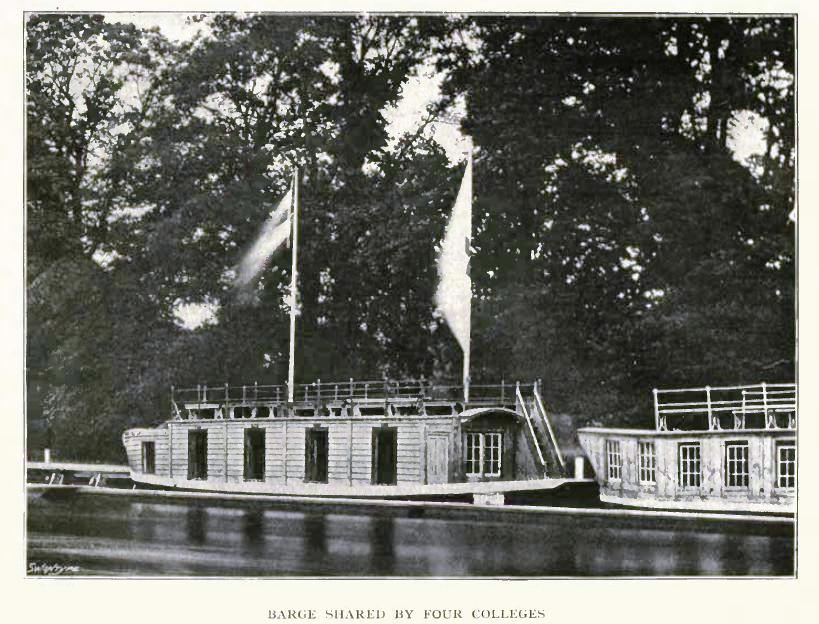
Loď